# Момотенко Дмитро Васильович
Момотенко Дмитро Васильович (6 січня 1988, Київ) — український футболіст, захисник, гравець молодіжної збірної України (U-19) та (U-21) (2007—2008 рр.)

## Походження
Вихованець СДЮШОР «Динамо» імені В. В. Лобановського, де грав до 2005 року.
В ДЮФЛ України Д.Момотенко виступав в 2001—2003 роках за київське «Динамо» (33/17), а в 2003—2005 рр. — за київський ФК «Відрадний» (40/9).

## Виступи

### Вища ліга
Після закінчення спортивної школи столичного клубу 17-річний Д. Момотенко перейшов у дніпропетровський «Дніпро», де з перших матчів сезону-2005/2006 без проблем заграв в дублюючому складі.
Протягом всього чемпіонату Дмитро пропустив лише по одному поєдинку в осінній і весняній частинах сезону (всього на його рахунку 28 матчів, голів не забивав). Він незмінно з'являвся на полі або з перших хвилин, або виходячи на заміну. Дублери «Дніпра» тоді стали четвертими, зі значним відставанням від призерів — «Металіста» і «Іллічівця».
У першій половині чемпіонату-2006/2007 він продовжив виступи за «Дніпро» (14 матчів). Втім, під час зимового антракту Д.Момотенко перейшов у одеський «Чорноморець», де навесні зіграв в 11-ти поєдинках дублюючого складу і допоміг резервістам моряків завоювати комплект бронзових медалей. Одеська молодь, розбавлена досвідченими гравцями що не проходили в основу, на 4 очки відстала від чемпіона донецького «Шахтаря» і на один пункт від срібного призера маріупольського «Іллічівця».
Сезон-2007/2008 Д.Момотенко в повному обсязі відіграв за дублерів «Чорноморця» (28 матчів / 1 гол), Однак, команда оппустилась на 12-е місце за підсумками першості.

### Молодіжна збірна
Д.Момотенко на початку 2007 року був визваний до складу юніорської збірної (U-19) головним тренером Ігорем Жабченком. У складі жовто-блакитної дружини він провів 5 поєдинків. Дебютував у товариських матчах з Польщею (3:2 та 1:0), а потім в на міжнародному турнірі зіграв проти збірних Португалії (0:1), Німеччини (0:1) та Ірландії (0:0).
Крім того, на 5 лютого 2008 року Д.Момотенко зіграв 1 матч за молодіжну збірну України проти збірної Швеції (0:1) та перебув у заявці на гру із Шотландією (2:2), але на поле не виходив.

### Перша та друга ліги
Д.Момотенко грав головним чином за команди першої та другої ліги українського футбольного чемпіонату. Найбільше зіграв (40 матчів) за команду Титан (Армянськ). В 2015—2016 роках навіть грав в чемпіонаті міста Київ (у складі команди «Арсенал-Київ» (Київ) та ообласних чемпіонатах.